# Robert Biddulph (generał)
Robert Biddulph (ur. 26 sierpnia 1835, zm. 18 listopada 1918) – brytyjski oficer i administrator kolonialny, generał British Army oraz wysoki komisarz Cypru w latach 1879-1886 i gubernator Gibraltaru w latach 1893-1900.

## Życiorys
Był synem Roberta Biddulpha (1801–1864) – parlamentarzysty z Hereford oraz Elizabeth Parmer (zm. 1899).
Studiował w Royal Military Academy w Woolwich (obecnie Londyn). Wstąpił do  British Army, w której dosłużył się ostatecznie stopnia generała.
W 1854 podczas wojny krymskiej walczył w bitwie pod Bałakławą, a następnie brał udział w oblężeniu Sewastopola. Podczas tłumienia powstania sipajów brał udział w oblężeniu Lucknow. W 1860 otrzymał stopień kapitana, wkrótce potem został majorem, a w 1865 podpułkownikiem. Po powrocie od Anglii sprawował różne funkcje, był m.in. osobistym sekretarzem Sekretarza ds. wojny.
23 czerwca 1879, po kadencji Garneta Wolseleya został drugim brytyjskim wysokim komisarzem Cypru. Pozostał na stanowisku do 9 marca 1886, gdy funkcję tę objął Henry Bulwer.
Następnie Biddulph  wrócił do Anglii, gdzie przez kolejne lata pełnił różne wojskowe i tytularne funkcje, był m.in. master gunnerem St. James’s Park, dwukrotnie – w 1887 i w 1893 – głównym kwatermistrzem, nadzorował także edukację wojskową.
7 sierpnia 1893 został gubernatorem Gibraltaru, zastępując na tym stanowisku tymczasowo urzędującego G.J. Smarta. Urząd sprawował do 22 maja 1900, kiedy jego następcą został George Stuart White.
Zmarł 18 listopada 1918.

## Odznaczenia
Robert Biddulph podczas swojej kariery otrzymał następujące odznaczenia:
- Order Łaźni (GCB)
- Order św. Michała i św. Jerzego (GCMG)

## Upamiętnienie
W Famaguście na Cyprze znajduje się Bidulph’s Gate – brama jego imienia.

## Życie prywatne
11 sierpnia 1864 poślubił Sophię Lambert, córkę Anthony’ego Lewisa Lamberta. Mieli razem dziesięcioro dzieci, sześć córek i czterech synów:
- Constance (zm. 1961)
- Jessie (zm. 1954)
- Helen (zm. 1961)
- Georgianę (zm. 1939)
- Hope’a (1866-1940) – podpułkownika British Army
- Evę (1868-1947)
- Michaela (1871-1920) – podpułkownika British Army
- Harry’ego (1872-1952) – pułkownika British Army
- Lewisa (1876-1948)
- Mabel (1878-1974)